# يوشينوري أونو (منتج ألعاب)
يوشينوري أونو (باليابانية: 小野義徳 ) هو منتج ألعاب فيديو ياباني يعمل في كابكوم. وهو منتج لعبة ستريت فايتر IV.

## الألعاب
- دينو كريسس 2
- أونيموشا: أمراء الحرب
- أونيموشا 2:مصير الساموراي
- تشوز ليجن
- رزدنت إيفل أوت بريك
- ريزدنت إيفل أوت بريك فايل 2
- أونيموشا: فجر الأحلام
- ديد ريسنج
- ستريت فايتر IV
- سوبر ستريت فايتر IV
- ستريت فايتر X تيكن
- ديب داون
- ستريت فايتر V

## روابط خارجية
- يوشينوري أونو على موقع IMDb (الإنجليزية)